# Gransjön (Svinhults socken, Östergötland)
Gransjön är en sjö i Ydre kommun i Östergötland och ingår i Emåns huvudavrinningsområde. Sjön har en area på 0,188 kvadratkilometer och ligger 214,1 meter över havet.

## Delavrinningsområde
Gransjön ingår i det delavrinningsområde (639812-147055) som SMHI kallar för Utloppet av Boen. Medelhöjden är 247 meter över havet och ytan är 31,47 kvadratkilometer. Det finns inga avrinningsområden uppströms utan avrinningsområdet är högsta punkten. Silverån som avvattnar avrinningsområdet har biflödesordning 3, vilket innebär att vattnet flödar genom totalt 3 vattendrag innan det når havet efter 162 kilometer. Avrinningsområdet består mestadels av skog (76 procent). Avrinningsområdet har 2 kvadratkilometer vattenytor vilket ger det en sjöprocent på 6,4 procent.